# سيمونز جونز بيكر
سيمونز جونز بيكر (بالإنجليزية: Simmons Jones Baker)‏ هو سياسي أمريكي، ولد في 15 فبراير 1775 في مقاطعة هرتفورد في الولايات المتحدة، وتوفي في 18 أغسطس 1853 في رالي في الولايات المتحدة. انتخب عضو مجلس ولاية كارولاينا الشمالية وانتخب عضو مجلس نواب كارولينا الشمالية.